# Titanosauriformes
Titanosauriformes – grupa zauropodów żyjąca około 170-66 mln lat temu. Do tytanozaurokształtnych należą brachiozaury i tytanozaury.

## Klasyfikacja
- Titanosauriformes
  - rodzina: brachiozaury (Brachiosauridae)
  - tytanozaury (Titanosauria)
    - rodzina: andezaury (Andesauridae)
    - rodzina: antarktozaury (Antarctosauridae)
    - rodzina: nemegtozaury (Nemegtosauridae)
    - rodzina: saltazaury (Saltasauridae)
    - rodzina: tytanozaury (Titanosauridae)